# 栄光海運
栄光海運株式会社（えいこうかいうん、英: Eiko Kaiun Co.,Ltd.）は、神奈川県横浜市に本社を置く通関業者。

## 主な事業所
- 本社 - 横浜市中区山下町25番地 上田ビル3階
- 倉庫 - 横浜市中区山下町279-1 山下埠頭6号上屋

## 沿革
- 1965年（昭和40年）7月 - 輸入貨物取扱業を目的に設立。資本金200万円。
- 1971年 - 資本金400万円に増資。
- 1976年 - 資本金800万円に増資。
- 1976年 - 資本金1200万円に増資。
- 1978年 - 通関業許可（横浜税関）取得。
- 1983年 - 自動車運送取扱業の許可取得。
- 1984年 - 海上運送取扱業の許可取得。
- 1991年 - 資本金2,000万円に増資。